# Teresa (film, 2010)
Pour les articles homonymes, voir Teresa.
Pour plus de détails, voir Fiche technique et Distribution.
Teresa est un film de moyen-métrage équatoguinéen réalisé par Juan Pablo Ebang Esono en 2010. C'est le premier film de moyen métrage réalisé en Guinée équatoriale.

## Synopsis
Le film se déroule en Guinée équatoriale dans les années 2000. Il suit la vie de trois étudiantes : Teresa, Rocío et Yolanda. Teresa aime s'amuser, sortir en boîte le soir, flirter. Sa meilleure amie, Rocío, issue d'un milieu aisée, délaisse ses études, dont elle n'aura pas besoin pour avoir tout ce qu'elle veut. Enfin, Yolanda, à l'inverse, prête beaucoup d'attention à ses études et à son avenir, et tente de conseiller ses parents insouciants qui ne tiennent pas compte de ses avis.

## Fiche technique
- Titre : Teresa
- Réalisation : Juan Pablo Ebang Esono
- Scénario : Guillermina Mekuy Mba Obono
- Studio de production : Bibliothèque nationale de Guinée équatoriale
- Pays :  Guinée équatoriale
- Langue : espagnol
- Durée : moyen métrage
- Date de sortie : 2010

## Distribution
- Elena Iyanga : Teresa
- Dina Anguesomo : Rocío
- Isabel Kote : Yolanda

## Production
Le film est un projet soutenu par le gouvernement. Le scénario a été écrit par Guillermina Mekuy Mba Obono, par ailleurs romancière hispanophone et secrétaire d'État aux bibliothèques, archives, musées et cinémas. Le réalisateur, Juan Pablo Ebang Esono, né en Guinée équatoriale et formé à la réalisation cinématographique en Espagne, et a parfois utilisé le projet pour entraîner au tournage les élèves de son cours de réalisation cinématographique à la Bibliothèque nationale de Guinée équatoriale. Une adaptation du moyen métrage en film de cinéma est en projet.

## Diffusion
Une fois terminé en 2010, le moyen métrage a été présenté au Centre culturel espagnol de Malabo et au Centre culturel d'expression française de Malabo.